# Palaeacarus hystricinus
Palaeacarus hystricinus är en kvalsterart som beskrevs av Trägårdh 1932. Palaeacarus hystricinus ingår i släktet Palaeacarus och familjen Palaeacaridae. Arten är reproducerande i Sverige.

## Underarter
Arten delas in i följande underarter:
- P. h. hystricinus
- P. h. japonicus